# Elezioni generali in Nuova Zelanda del 2002
Le elezioni generali in Nuova Zelanda del 2002  si tennero il 27 luglio per il rinnovo della Camera dei rappresentanti. In seguito all'esito elettorale, Helen Clark, espressione del Partito Laburista, fu confermata alla carica di Primo ministro.

## Risultati
| Liste                                   | Nazionale | Nazionale | Nazionale | Circoscrizionale | Circoscrizionale | Circoscrizionale | Totale seggi |
| Liste                                   | Voti      | %         | Seggi     | Voti             | %                | Seggi            | Totale seggi |
| --------------------------------------- | --------- | --------- | --------- | ---------------- | ---------------- | ---------------- | ------------ |
| Partito Laburista della Nuova Zelanda   | 838 219   | 41,26     | 7         | 891 866          | 44,69            | 45               | 52           |
| Partito Nazionale della Nuova Zelanda   | 425 310   | 20,93     | 6         | 609 458          | 30,54            | 21               | 27           |
| New Zealand First                       | 210 912   | 10,38     | 12        | 79 380           | 3,98             | 1                | 13           |
| ACT New Zealand                         | 145 078   | 7,14      | 9         | 70 888           | 3,55             | -                | 9            |
| Partito Verde della Nuova Zelanda       | 142 250   | 7,00      | 9         | 106 717          | 5,35             | -                | 9            |
| United Future New Zealand               | 135 918   | 6,69      | 7         | 92 484           | 4,63             | 1                | 8            |
| Partito Progressista                    | 34 542    | 1,70      | 1         | 36 647           | 1,84             | 1                | 2            |
| Christian Heritage Party of New Zealand | 27 492    | 1,35      | -         | 40 810           | 2,05             | -                | -            |
| Outdoor Recreation New Zealand          | 25 985    | 1,28      | -         | 0                | 0,00             | -                | -            |
| Alleanza                                | 25 888    | 1,27      | -         | 33 655           | 1,69             | -                | -            |
| Aotearoa Legalise Cannabis Party        | 12 987    | 0,64      | -         | 3 397            | 0,17             | -                | -            |
| Mana Māori Movement                     | 4 980     | 0,25      | -         | 8 130            | 0,41             | -                | -            |
| One New Zealand Party                   | 1 782     | 0,09      | -         | 2 617            | 0,13             | -                | -            |
| NMP                                     | 274       | 0,01      | -         | 0                | 0,00             | -                | -            |
| Altri                                   | 0         | 0,00      | -         | 19 537           | 0,98             | -                | -            |
| Totale                                  | 2 031 617 | 100       | 51        | 1 995 586        | 100              | 69               | 120          |